# Lista över arbetslivsmuseer i Blekinge län
Här följer en förteckning över arbetslivsmuseer i Blekinge län.

## Blekinge län
| Namn                                    | Typ av museum              | Kommun, ort              | Adress Koordinat                                       | ID-nr | Bild                                                                                        |
| --------------------------------------- | -------------------------- | ------------------------ | ------------------------------------------------------ | ----- | ------------------------------------------------------------------------------------------- |
| Biograf- och Kopparslagarmuseum         |                            | Karlskrona, Karlskrona   | Södööska gården, Borgmästaregatan 1 56.16008, 15.58488 | 4611  | Ladda upp en till bild av detta arbetslivsmuseum                                            |
| Alltidhults skola                       |                            | Olofström, Alltidhult    | Alltidhultsvägen 47 56.26188, 14.45447                 | 4603  | Se fler bilder av detta arbetslivsmuseum · Ladda upp en till bild av detta arbetslivsmuseum |
| Arons Berg Museum                       |                            | Olofström, Vilshult      | Brännarebygdsvägen 56 56.37447, 14.52418               | 4602  | Ladda upp en bild av detta arbetslivsmuseum                                                 |
| Kameramuseum                            |                            | Olofström, Olofström     | Rättaregården, Pukaviksvägen 187 56.26528, 14.52547    | 4600  | Ladda upp en bild av detta arbetslivsmuseum                                                 |
| Karlskrona porslinsmuseum               | Produktionsanläggning      | Karlskrona, Karlskrona   | Östra hamngatan 7D 56.1622, 15.59593                   | 2694  | Ladda upp en till bild av detta arbetslivsmuseum                                            |
| Museum för rörligt kustartilleri        | Militärhistoriskt museum   | Karlskrona, Aspö         | Aspöberg, Aspö 56.11683, 15.52903                      | 4194  | Ladda upp en till bild av detta arbetslivsmuseum                                            |
| Varvshistoriska föreningen i Sölvesborg |                            | Sölvesborg, Sölvesborg   | Folkets hus 56.0418, 14.57928                          | 4195  | Ladda upp en bild av detta arbetslivsmuseum                                                 |
| Saxemara båtvarv                        | Varvsanläggning            | Ronneby, Saxemara        | Varvsvägen 18 56.16502, 15.23488                       | 4186  | Ladda upp en till bild av detta arbetslivsmuseum                                            |
| Repslagarbanan i Karlskrona             | Produktionsanläggning      | Karlskrona, Karlskrona   | Lindholmen 56.1525, 15.5829                            | 4095  | Se fler bilder av detta arbetslivsmuseum · Ladda upp en till bild av detta arbetslivsmuseum |
| Fridlevstad museum                      |                            | Karlskrona, Fridlevstad  | 56.27085, 15.54048                                     | 1305  | Ladda upp en till bild av detta arbetslivsmuseum                                            |
| Gjuteri- och emaljmuseet i Kallinge     | Produktmuseum              | Ronneby, Kallinge        | Flisevägen 5 56.24478, 15.28535                        | 1306  | Ladda upp en till bild av detta arbetslivsmuseum                                            |
| Gränums bränneri                        |                            | Olofström, Gränum        | Stationsvägen 56.22202, 14.60083                       | 1307  | Se fler bilder av detta arbetslivsmuseum · Ladda upp en till bild av detta arbetslivsmuseum |
| Sjöfartsmuseet i Karlshamn              |                            | Karlshamn, Karlshamn     | Drottninggatan 7 56.16583, 14.8653                     | 1301  | Se fler bilder av detta arbetslivsmuseum · Ladda upp en till bild av detta arbetslivsmuseum |
| Ebbamåla bruk                           | Produktionsanläggning      | Olofström, Ebbamåla bruk | Hovmansbygdsvägen 610 56.36995, 14.6808                | 1302  | Se fler bilder av detta arbetslivsmuseum · Ladda upp en till bild av detta arbetslivsmuseum |
| Ekholms fotoateljé                      | Fotografisk dagsljusateljé | Ronneby, Kallinge        | Flisvägen 3 56.24672, 15.28553                         | 1303  | Ladda upp en till bild av detta arbetslivsmuseum                                            |
| Hälleviks fiskemuseum                   |                            | Sölvesborg, Hällevik     | Strandvägen 15 B 56.0109, 14.6969                      | 1308  | Ladda upp en till bild av detta arbetslivsmuseum                                            |
| Hörviks museum                          |                            | Sölvesborg, Hörvik       | Hamnplan, Hörvik 56.04137, 14.77002                    | 1309  | Ladda upp en bild av detta arbetslivsmuseum                                                 |
| Skol-och författarmuseet i Jämshög      |                            | Olofström, Jämshög       | Hantverkargatan 15 56.23652, 14.53122                  | 1317  | Ladda upp en bild av detta arbetslivsmuseum                                                 |
| Risanäs skolmuseum                      | Skolmuseum                 | Ronneby, Risanäs         | Kvarnahagsvägen 56.17892, 15.25727                     | 1315  | Ladda upp en till bild av detta arbetslivsmuseum                                            |
| Olofströms museum                       |                            | Olofström, Olofström     | Museivägen 56.2667, 14.52427                           | 1314  | Ladda upp en till bild av detta arbetslivsmuseum                                            |
| Möllegårdens skolmuseum                 |                            | Karlshamn, Svängsta      | Holländarevägen 56.2669, 14.76833                      | 1313  | Ladda upp en bild av detta arbetslivsmuseum                                                 |
| Kyrkhults hembygdsmuseum                |                            | Olofström, Kyrkhult      | Hemsjövägen 12 56.35285, 14.59108                      | 1312  | Ladda upp en bild av detta arbetslivsmuseum                                                 |
| Karlshamns museum                       |                            | Karlshamn, Karlshamn     | Vinkelgatan 8 56.17387, 14.85927                       | 1311  | Se fler bilder av detta arbetslivsmuseum · Ladda upp en till bild av detta arbetslivsmuseum |
| Kungsholms forts museum                 |                            | Karlskrona, Karlskrona   | Kungsholmen 56.1075, 15.58813                          | 1310  | Ladda upp en till bild av detta arbetslivsmuseum                                            |
| Stenlängan i Vilshult                   |                            | Olofström, Vilshult      | S Fröatorpsvägen 5 56.35042, 14.48127                  | 1319  | Ladda upp en bild av detta arbetslivsmuseum                                                 |
| Stenhuggeriet vid herrgården            |                            | Karlskrona, Tjurkö       | Herrgården Tjurkö 56.12547, 15.61512                   | 1318  | Ladda upp en till bild av detta arbetslivsmuseum                                            |
| Älmtamåla skolmuseum                    |                            | Karlskrona, Holmsjö      | Holmsjö skola 56.41148, 15.54265                       | 1322  | Ladda upp en bild av detta arbetslivsmuseum                                                 |
| Sölvesborgs museum                      |                            | Sölvesborg, Sölvesborg   | 56.05147, 14.58795                                     | 1320  | Se fler bilder av detta arbetslivsmuseum · Ladda upp en till bild av detta arbetslivsmuseum |
| Bödeboden Hanö museum                   |                            | Sölvesborg, Hanö         | Hanö 56.0088, 14.83682                                 | 4117  | Se fler bilder av detta arbetslivsmuseum · Ladda upp en till bild av detta arbetslivsmuseum |
| Björkeryds bruk                         |                            | Karlskrona, Rödeby       | Björkeryd 304 56.26598, 15.5069                        | 4488  | Ladda upp en bild av detta arbetslivsmuseum                                                 |
| Albinsson & Sjöbergs Bilmuseum          | Motorhistoriskt museum     | Karlskrona, Karlskrona   | Ö Hamngatan 7d 56.16298, 15.59548                      | 1298  | Ladda upp en till bild av detta arbetslivsmuseum                                            |
| Asarums bygdemuseum på Stenbacka        |                            | Karlshamn, Karlshamn     | Storgatan 12 56.20393, 14.83645                        | 1299  | Ladda upp en bild av detta arbetslivsmuseum                                                 |
| ABU-museet Svängsta                     | Produktionsmuseum          | Karlshamn, Svängsta      | Holländarevägen 86 56.26582, 14.76872                  | 1297  | Ladda upp en bild av detta arbetslivsmuseum                                                 |

## Tidigare arbetslivsmuseer i Blekinge län
- Id-nr 1316, Silverforsens kaffestuga, Ronneby.
- Id-nr 4187, Vagn- och hembygdsmuseum, Olofström, Olofström.
- Id-nr 1321, Tararps lanthandelsmuseum, Asarum, Karlshamn.
- Id-nr 4594, Brocenter Bil- och fordonsmuseum, Olofström.